# Лысяк-Рудницкий, Иван Павлович
Иван Павлович Лысяк-Рудницкий (укр. Іван Павлович Лисяк-Рудницький; 27 октября 1919, Вена, Первая Австрийская Республика — 25 апреля 1984, Эдмонтон, Канада) — американский социолог, историк украинской общественно-политической мысли, политолог и публицист. На протяжении большей части своей жизни жил в эмиграции в разных странах.

## Биография
Происходил из украинской семьи, имевшей корни в Галиции. Его родители, Павел Лысяк и Милена Рудницкая, были хорошо известными социально-политическими активистами; не менее известными были братья его матери — Иван, Михаил (писатель, переводчик и журналист), Антон (музыкант и композитор) и Владимир (юрист и общественный деятель). В 1937—1939 годах он изучал право в Университете Яна Казимежа во Львове (Львуве). После занятия Львова советскими войсками бежал с матерью в Краков, а в 1940 году оказался в Берлине, где в 1943 году получил от Университета Фридриха Вильгельма учёную степень в области международных отношений. Получил докторскую степень в 1945 году в Карловом университете в Праге.
В 1940-х годах состоял членом Украинского студенческого общества «Мазепинцев», Всеукраинской студенческой общины в Праге, Организации украинских студентов-националистов Великой Германии (вместе с Билынским, Рудки и Омельяном Прицаком).
После войны жил в Австрии, затем в Швейцарии. В 1951 году эмигрировал в США, где начал научную карьеру. С 1956 по 1967 год преподавал историю в университете Ла-Саль в Филадельфии. Первую постоянную работу получил в 1967 году в Американском университете в Вашингтоне, округ Колумбия. С 1971 года работал в Канаде в качестве профессора в Университете Альберты. Был членом Научного общества имени Тараса Шевченко и Украинской свободной академии наук, одним из основателей Канадского института украинских исследований.
Печатался в украинских эмигрантских изданиях (газета «Українські Вісті», журналы «Зустрічі», «Сучасності»; в 1961—1967 годах был главным редактором последнего). Вёл активную переписку с Ежи Гедройцем, оказал значительное влияние на украинское направление парижского издания Kultura.

## Взгляд на положение Украины в составе СССР
В опубликованной в 1970 году статье «Советская Украина с исторической перспективой» Лысяк-Рудницкий, рассуждая о «природе советской украинской государственности», писал: «Лучше всего можно понять Украинскую ССР, если мы будем рассматривать её как воплощение компромисса между украинским национализмом и русским централизмом <…> Условия этого компромисса можно охарактеризовать так: Россия сохраняла политический контроль над Украиной и, благодаря этому, положение главной силы в Восточной Европе, Украина сохраняла после крушения своих больших надежд, статус нации (в котором ей отказывал царский режим) и символическое признание её государственности в форме Украинской ССР. <…> Эта ситуация заполнена внутренним напряжением. Официально культивируется всеобщее согласие и солидарность советских народов, но под поверхностью непрерывно, год за годом идут упорные бои. Ни одна из сторон не признала нынешнего компромисса окончательным решением. <…> Резюмируя, можем утверждать: номинальная государственность Украинской ССР, говоря на языке современной политической реальности, является абсолютным мифом, созданным в интересах правителей. Но миф, который вошёл в сознание народов, становится скрытой силой. Хитрые манипуляторы могут однажды оказаться в положении волшебника, не способного управиться с духом, которого он сам вызвал.»

## Научные труды
- Rudnitsky I. L. Essays in Modern Ukrainian History. — Edmonton: Canadian Institute of Ukrainian Studies, University of Alberta, 1987. — 500 p. ISBN 0-920862-47-0

### Издания на русском языке
- Лысяк-Рудницкий И. П. Между историей и политикой. — М.-СПб.: Летний сад, 2007. — 636 с. («Библиотека украинской мысли») ISBN 978-5-98856-031-9